# Henri Essette
Henri Essette (1895 – 1972) è stato un micologo francese.
Il micologo francese Marcel Bon gli dedicò una specie di fungo del genere Agaricus, Agaricus essettei.

## Pubblicazioni
- (FR) Henri Essette, Les Psalliotes, Parigi, Lechevalier, 1964,  p. 84.

- (FR) Albert Leclair & Henri Essette, Les Bolets, Parigi, Lechevalier, 1969,  p. 54.

| Essette è l'abbreviazione standard utilizzata per le piante descritte da Henri Essette. Consulta l'elenco delle piante assegnate a questo autore dall'IPNI. |

| Controllo di autorità | VIAF (EN) 51759265 · ISNI (EN) 0000 0000 0030 9631 · BNF (FR) cb123248921 (data) |